# Truskolasy
Truskolasy (truskɔˈlasɨ) è una frazione polacca di 2.044 abitanti, appartenente al comune rurale di Wręczyca Wielka, quindi al distretto di Kłobuck e al voivodato della Slesia, nella Polonia meridionale.
Si trova a 68 km dalla capoluogo regionale Katowice, e tra il 1997 e il 1998 apparteneva al voivodato di Częstochowa.
È il paese natale di Jakub Błaszczykowski.
All'interno del frazione si può ammirare una chiesa in legno in stile barocco.